# Deutsches Meisterschaftsrudern 1895
Das 14. Deutsche Meisterschaftsrudern wurde 1895 in Frankfurt am Main ausgetragen. Wie in den Jahren zuvor wurde nur im Einer der Männer ein Meister ermittelt. Deutscher Meister wurde Heinrich Schopmann vom RC Allemannia von 1866.

## Medaillengewinner
| Bootsklasse | Gold                                        | Silber                               | Bronze                         |
| ----------- | ------------------------------------------- | ------------------------------------ | ------------------------------ |
| Einer       | Heinrich Schopmann (RC Allemannia von 1866) | Berthold Küttner (ARV Berlin-Grünau) | Hermann Crone (Bonner RV 1882) |